# Olmotega cinerascens
Olmotega cinerascens là một loài bọ cánh cứng trong họ Cerambycidae.